# Grande Prêmio do Canadá de 2006
Resultados do Grande Prêmio do Canadá de Fórmula 1 realizado em Montreal em 25 de junho de 2006. Nona etapa do campeonato, foi vencido pelo espanhol Fernando Alonso, da Renault, com Michael Schumacher em segundo pela Ferrari e Kimi Räikkönen em terceiro pela McLaren-Mercedes.

## Pilotos de sexta-feira
| Construtor          | N° | Piloto           |
| ------------------- | -- | ---------------- |
| Williams-Cosworth   | 35 | Alexander Wurz   |
| Honda               | 36 | Anthony Davidson |
| Red Bull-Ferrari    | 37 | Robert Doornbos  |
| BMW Sauber          | 38 | Robert Kubica    |
| Midland-Toyota      | 39 | Giorgio Mondini  |
| Toro Rosso-Cosworth | 40 | Neel Jani        |
| Super Aguri-Honda   | 41 | Sakon Yamamoto   |

## Classificação da prova

### Treinos classificatórios
| Pos.   | Nº | Piloto               | Equipe              | Q1       | Q2       | Q3         | Grid |
| ------ | -- | -------------------- | ------------------- | -------- | -------- | ---------- | ---- |
| 1      | 1  | Fernando Alonso      | Renault             | 1:15.350 | 1:14.726 | 1:14.942   | 1    |
| 2      | 2  | Giancarlo Fisichella | Renault             | 1:15.917 | 1:15.295 | 1:15.178   | 2    |
| 3      | 3  | Kimi Räikkönen       | McLaren-Mercedes    | 1:15.376 | 1:15.273 | 1:15.386   | 3    |
| 4      | 8  | Jarno Trulli         | Toyota              | 1:16.455 | 1:15.506 | 1:15.968   | 4    |
| 5      | 5  | Michael Schumacher   | Ferrari             | 1:15.716 | 1:15.139 | 1:15.986   | 5    |
| 6      | 10 | Nico Rosberg         | Williams-Cosworth   | 1:16.404 | 1:15.269 | 1:16.012   | 6    |
| 7      | 4  | Juan Pablo Montoya   | McLaren-Mercedes    | 1:16.251 | 1:15.253 | 1:16.228   | 7    |
| 8      | 12 | Jenson Button        | Honda               | 1:16.594 | 1:15.814 | 1:16.608   | 8    |
| 9      | 11 | Rubens Barrichello   | Honda               | 1:16.735 | 1:15.601 | 1:16.912   | 9    |
| 10     | 6  | Felipe Massa         | Ferrari             | 1:16.259 | 1:15.555 | 1:17.209   | 10   |
| 11     | 17 | Jacques Villeneuve   | BMW Sauber          | 1:16.493 | 1:15.832 |            | 11   |
| 12     | 15 | Christian Klien      | Red Bull-Ferrari    | 1:16.585 | 1:15.833 |            | 12   |
| 13     | 16 | Nick Heidfeld        | BMW Sauber          | 1:15.906 | 1:15.885 |            | 13   |
| 14     | 7  | Ralf Schumacher      | Toyota              | 1:16.702 | 1:15.888 |            | 14   |
| 15     | 20 | Vitantonio Liuzzi    | Toro Rosso-Cosworth | 1:16.581 | 1:16.116 |            | 15   |
| 16     | 14 | David Coulthard      | Red Bull-Ferrari    | 1:16.514 | 1:16.301 | [ nota 2 ] | 22   |
| 17     | 9  | Mark Webber          | Williams-Cosworth   | 1:16.985 |          |            | 16   |
| 18     | 21 | Scott Speed          | Toro Rosso-Cosworth | 1:17.016 |          |            | 17   |
| 19     | 18 | Tiago Monteiro       | Midland-Toyota      | 1:17.121 |          |            | 18   |
| 20     | 19 | Christijan Albers    | Midland-Toyota      | 1:17.140 |          |            | 19   |
| 21     | 22 | Takuma Sato          | Super Aguri-Honda   | 1:19.088 |          |            | 20   |
| 22     | 23 | Franck Montagny      | Super Aguri-Honda   | 1:19.152 |          |            | 21   |
| Fonte: |    |                      |                     |          |          |            |      |

### Corrida
| Pos.   | Nº | Piloto               | Construtor          | Voltas | Tempo/Diferença | Grid | Pontos |
| ------ | -- | -------------------- | ------------------- | ------ | --------------- | ---- | ------ |
| 1      | 1  | Fernando Alonso      | Renault             | 70     | 1:34:37.308     | 1    | 10     |
| 2      | 5  | Michael Schumacher   | Ferrari             | 70     | + 2.111         | 5    | 8      |
| 3      | 3  | Kimi Räikkönen       | McLaren-Mercedes    | 70     | + 8.813         | 3    | 6      |
| 4      | 2  | Giancarlo Fisichella | Renault             | 70     | + 15.679        | 2    | 5      |
| 5      | 6  | Felipe Massa         | Ferrari             | 70     | + 25.172        | 10   | 4      |
| 6      | 8  | Jarno Trulli         | Toyota              | 69     | + 1 volta       | 4    | 3      |
| 7      | 16 | Nick Heidfeld        | BMW Sauber          | 69     | + 1 volta       | 13   | 2      |
| 8      | 14 | David Coulthard      | Red Bull-Ferrari    | 69     | + 1 volta       | 22   | 1      |
| 9      | 12 | Jenson Button        | Honda               | 69     | + 1 volta       | 8    |        |
| 10     | 21 | Scott Speed          | Toro Rosso-Cosworth | 69     | + 1 volta       | 17   |        |
| 11     | 15 | Christian Klien      | Red Bull-Ferrari    | 69     | + 1 volta       | 12   |        |
| 12     | 9  | Mark Webber          | Williams-Cosworth   | 69     | + 1 volta       | 16   |        |
| 13     | 20 | Vitantonio Liuzzi    | Toro Rosso-Cosworth | 68     | + 2 voltas      | 15   |        |
| 14     | 18 | Tiago Monteiro       | Midland-Toyota      | 66     | + 4 voltas      | 18   |        |
| 15     | 22 | Takuma Sato          | Super Aguri-Honda   | 64     | Acidente        | 20   |        |
| Ret    | 17 | Jacques Villeneuve   | BMW Sauber          | 58     | Acidente        | 11   |        |
| Ret    | 7  | Ralf Schumacher      | Toyota              | 58     | Retirou-se      | 14   |        |
| Ret    | 4  | Juan Pablo Montoya   | McLaren-Mercedes    | 13     | Acidente        | 7    |        |
| Ret    | 11 | Rubens Barrichello   | Honda               | 11     | Motor           | 9    |        |
| Ret    | 23 | Franck Montagny      | Super Aguri-Honda   | 2      | Motor           | 21   |        |
| Ret    | 10 | Nico Rosberg         | Williams-Cosworth   | 1      | Colisão         | 6    |        |
| Ret    | 19 | Christijan Albers    | Midland-Toyota      | 0      | Colisão         | 19   |        |
| Fonte: |    |                      |                     |        |                 |      |        |

## Tabela do campeonato após a corrida
| Pos.   | Piloto               | Pontos |
| ------ | -------------------- | ------ |
| 1      | Fernando Alonso      | 84     |
| 2      | Michael Schumacher   | 59     |
| 3      | Kimi Räikkönen       | 39     |
| 4      | Giancarlo Fisichella | 37     |
| 5      | Felipe Massa         | 28     |
| Fonte: |                      |        |

| Pos.   | Construtor       | Pontos |
| ------ | ---------------- | ------ |
| 1      | Renault          | 121    |
| 2      | Ferrari          | 87     |
| 3      | McLaren–Mercedes | 65     |
| 4      | Honda            | 29     |
| 5      | BMW Sauber       | 19     |
| Fonte: |                  |        |

- Nota: Somente as primeiras cinco posições estão listadas.